# 두루미꽃
두루미꽃은 비짜루과(아스파라거스과)의 여러해살이풀로 학명은 Maianthemum bifolium이다. 꽃이 두루미 머리와 목을 닮고, 잎과 잎맥 모양이 두루미가 날개를 넓게 펼친 것과 비슷해서 두루미꽃이라는 이름이 붙었다.

## 분포
한국 전역에서 자라며, 높은 산의 숲 속에서 자란다.

## 특징
높이 8-15cm의 뿌리줄기는 옆으로 길게 뻗고, 원줄기는 곧게 서며 털이 없거나 돌기 같은 털이 있다. 잎은 2개씩 달리며 어긋나고 길이 2–5 cm, 너비 1.5-4cm로 삼각상 심장형이며 끝이 뾰족하다. 꽃은 5-6월에 백색으로 피며 총상꽃차례를 이루는데 길이 2-3cm이고, 20개 정도의 꽃이 달린다. 작은꽃자루는 길이 3-8mm이다. 꽃받침조각은 4개로 타원형이며 길이 2mm 정도이고 뒤로 젖혀져 수평으로 퍼지며 1맥이 있다. 암술대는 짧고 얕게 2개로 갈라지며, 수술은 4개이고 꽃받침보다 짧다. 열매는 장과로 둥글며 붉게 익는다.

## 쓰임새
어린잎을 살짝 데쳐 양념에 무쳐 먹거나 된장국의 국거리로 쓴다. 데친 뒤 햇볕에 말려 묵나물로도 쓴다.

## 사진

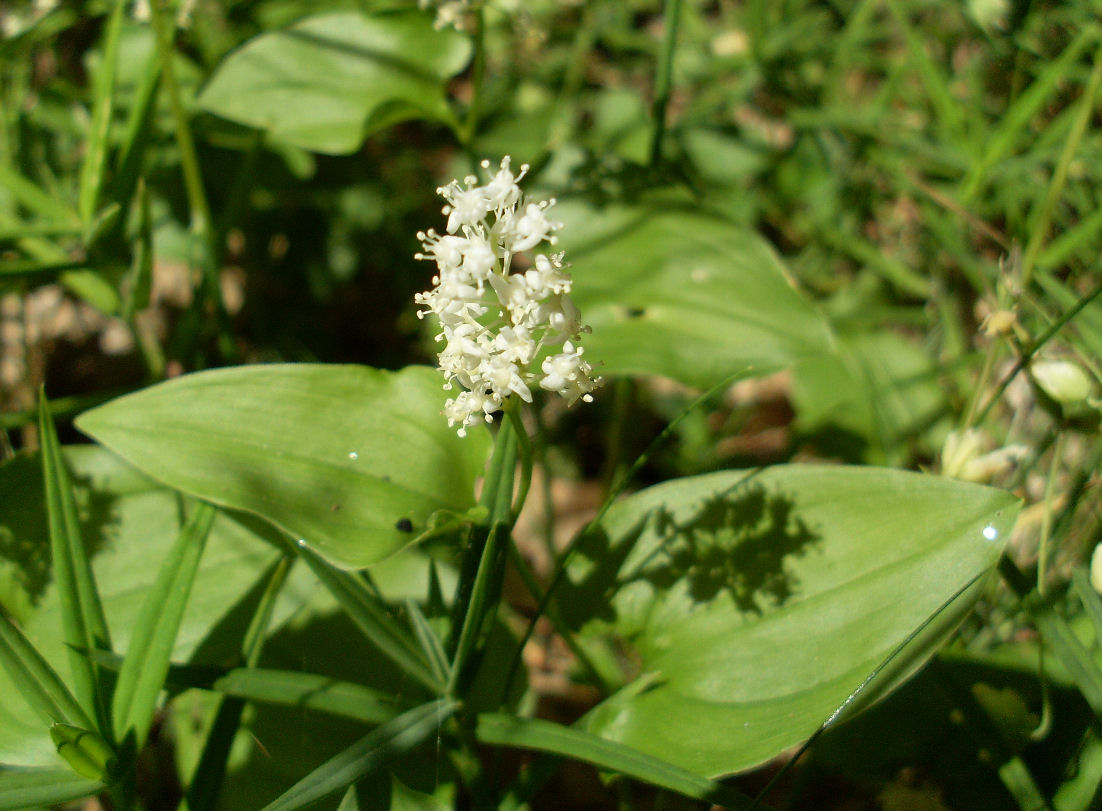
꽃
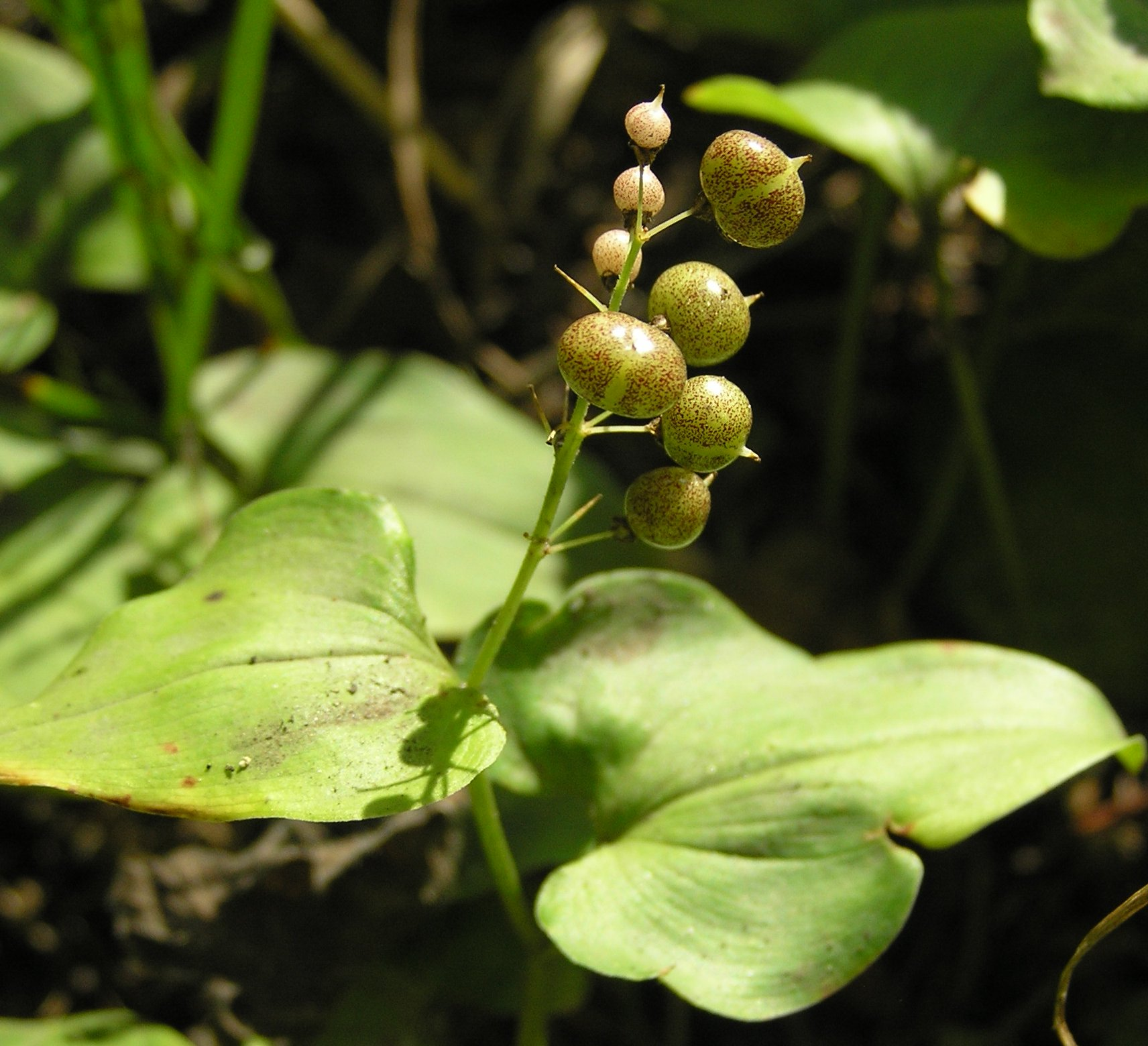
열매
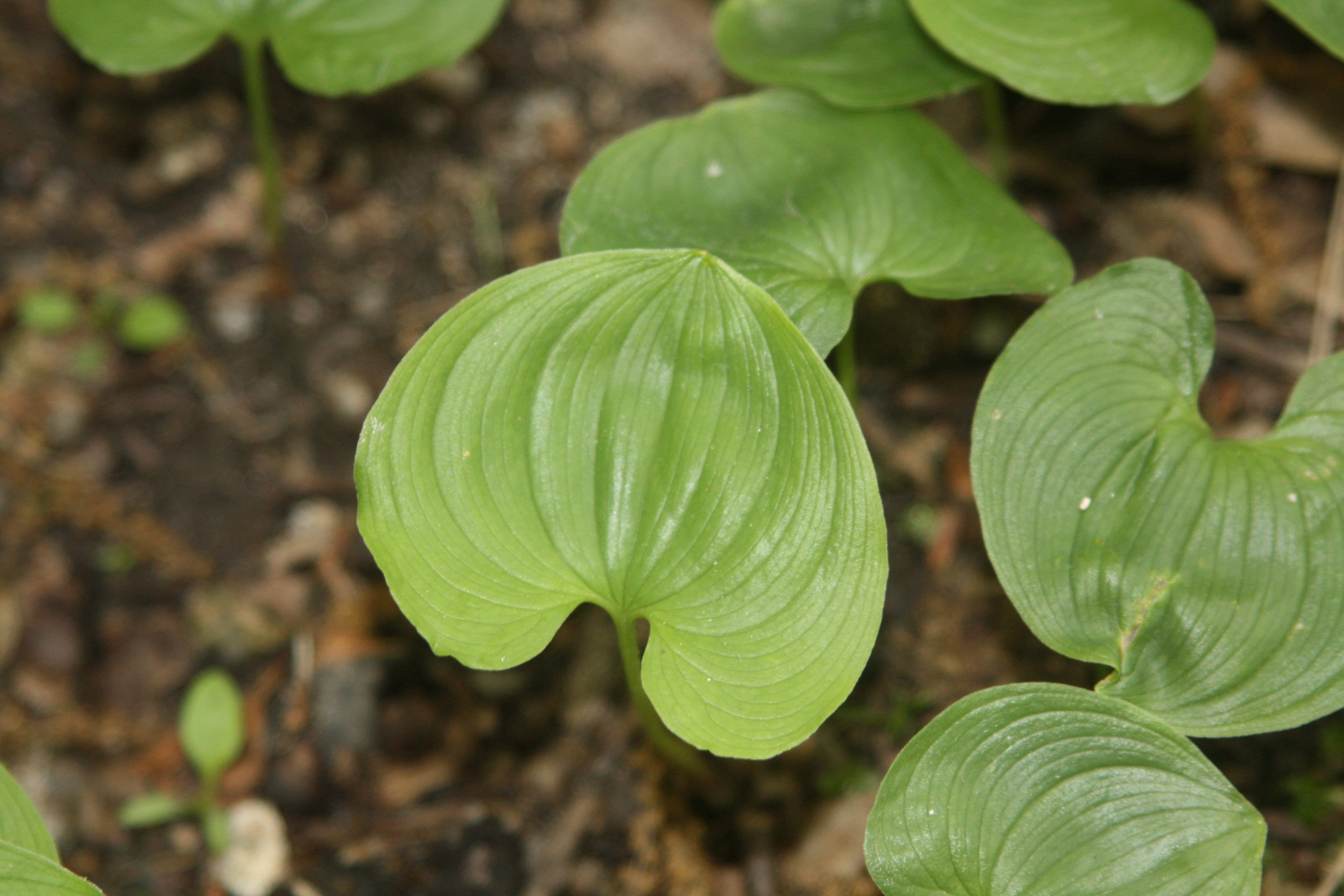
잎